# Ошський Державний академічний узбецький музично - драматичний театр імені Бабура
Ошський Державний академічний узбецький музично — драматичний театр імені Бабура (рос. Ошский Государственный академический узбекский музыкально-драматический театр имени Бабура; узб. Бобур номли Ўш Давлат академик ўзбек мусиқали драма театри) — театр міста Ош, найстаріший професійний театр Киргизстану, другий найстаріший театр в Центральній Азії.

## Історія театру
У 1914 році під керівництвом Рахмонберді Мадазімова разом з вчителями російсько-тубільної школи міста Ош був заснований театральний гурток. У 1918 році під керівництвом Рахмонберді Мадазімова разом з іншими освіченими діячами та вчителями Ошского повіту Іброхімом Мусабоевим, Бекназаров Назаровим, Журахоном Зайнобіддіновим, Назірханом Камоловим, А.Саідовим, А.Ешонхоновим, Абдукодіром Ісхоковим, Ісроілжоном Ісмоіловим, Жалил Собітовим вперше в Киргизстані був заснований самодіяльний театральний гурток на базі концертної бригади при Реввоєнраді Туркестанського фронту з місцевих мусульманських акторів. Перший художній керівник театральної трупи Мадазімов Рахмонберді був першим засновником і організатором театрального руху в Киргизстані. У 1919 році гурток сформувався в драматичну трупу. Ця трупа послужила не тільки розвитку театрального мистецтва, а й розвитку професійного музичного мистецтва на півдні Киргизстану. У репертуарі трупи, крім театральних постановок були численні концертні програми, також здійснювалася обробка народних мелодій для музичного супроводу вистав, що сприяло становленню музикантів-професіоналів. Надалі ця трупа стала основою для створення Ошского узбецького академічного музично-драматичного театру імені Бобура.
Театр імені Бабура в місті Ош є одним з найстаріших театрів в Центральній Азії, після Ташкентського Великого театру імені Алішера Навої. На початку своєї діяльності театр побував у всіх районах Ошської повіту, де ставив спектаклі і боровся з басмачеством зброєю мистецтва і культури. На своєму возі разом з реквізитом театру непомітно перевозили зброю через райони, де орудували банди басмачів і таким чином постачали Червону армію зброєю і боєприпасами. При цьому розігрувався цілий спектакль. Прикрашали віз, зброю ховали під ковдрами і тушакі. Артист Рахмонберді Мадазімов гримувався під ішана-релігійного проповідника. Інші актори ставали його «муріди»-учень. Басмачі побачивши ішана та його учнів з почестями довозили їх до міста Андижана. Поставлена драматичної трупою п'єса Маннона Уйгура «Лекарь з Туркестану» свого часу викликало різке невдоволення реакційних релігійних діячів. Так як в той час у складі трупи не було жінок актрис, то роль жінок чудово виконував Журахон Зайнобіддінов. Революційні діячі Балтиходжа Султанов і Фазилбек Касимбеков допомагали встати на ноги молодому колективу театральної трупи. Відповідно до постанови Ради народних комісарів, в 1929 році театр розпочав свою діяльність на професійній основі. Постановка на сцені музичної драми Каміла Яшина і Музаффара Мухамедова «Гулсара» стало великою подією. У 1929-1931 роки в театрі були поставлені п'єси К.Яшіна «Лолахон», «Ажи-ажі». Вистава «Лолахон» багато разів ставилося для трудящих Оша, Аравана, Узгена, Кара-Суу, Ноокат, Ходжаабад. Реакційні елементи організували ряд нападів на театральних працівників. Були підготовлені найманці, які повинні були зловити і виколоти очі Рахмонберді Мадазімову, Тожіхон Хасанова, Лайліхон Моідовой, Урінбою Рахмонову. Для безпеки артистів до них були приставлені збройні охраннікі. Театру надавали велику практичну допомогу: народний артист СРСР Рахім Пірмухамедов, народні артисти Узбекистану Хікмат Латіпов (1932-1933 роки) та Кудрат Ходжаєв. У 1934 році колектив театру брав участь на гастролях у містах Ленінград, Москва, Ташкент. Репертуар театру складали «Фархад і Ширін», «Лейла і Меджнун» та інші узбецькі п'єси. Всього було дано 22 концерту. Наприкінці гастролей артистів прийняв перший секретар Ленінградського обкому партії Кіров Сергій Миронович. У 1934 році театр також брав участь на гастролях у Москві. На запрошення голови ЦВК Узбецької РСР Юлдаша Ахунбабаєва в 1934 році колектив театру взяв участь у концерті для учасників зльоту передовиків-хлопкоробов в Ташкенті. Учасники зльоту зустріли оваціями виступу співака Абдулли тарок Файзуллаєва, артистів: Урінбоя Рахмонова, Р.Муміновой, Т.Хасановой, Л.Моідовой, К.Хамідова, Г.Ісраілова. У 1937 році після смерті С. М. Кірова театр був названий його ім'ям. 26 Травня-4 червня 1939 — брав участь у 1 декаді киргизького мистецтва в Москві, де з групою учасників зустрічався М. И. Калинин. У 1939 і 1940 роках театр брав участь на гастролях у Фрунзе (нині місто Бішкек) .Під час Вітчизняної війни артисти театру виїжджали на фронт і ставили солдатам патріотичні спектаклі. 14-25 жовтня 1958 театр брав участь у другій декаді киргизького мистецтва і літератури в Москві. 20 лютого 1961 брав участь на 1 з'їзді театрального товариства Киргизії. У 1967 році театр був на гастролях в Таджикистані. Гастролі пройшли з великим успіхом, колектив був нагороджений почесною грамотою міністерства культури Таджицької РСР. 11-17 липня 1967 брав участь на Днях культури і мистецтва Киргизії в Москві. З 4 по 14 вересня 1969 брав участь в декаді киргизької літератури і мистецтва в Узбекистані. 2-10 квітня 1970 брав участь на Святі мистецтв народів СРСР, присвячений 100-літтю В. І. Леніна. 1-10 червня 1974 театр брав участь у 5-фестивалі мистецтв народів СРСР «Весна Ала-Тоо», присвячений 50-річчю Киргизької РСР і Компартії Киргизької РСР. У 1974 році театр брав участь на гастролях в місті Ташкенті. Ташкентським глядачам були показані чотири вистави: музична драма Шарафа Рашидова «Могутня хвиля», лірична комедія Джури Махмудова «Красуня», музична комедія Касималієв Джантошева «Вусата дівчина», музична драма Умаржона Ісмаїлова «Рустам», а також велика концертна програма. Театр був удостоєний почесної грамоти Президії Верховної Ради Узбецької РСР. Були високо оцінені зіграні ролі ведучого артиста театру Журахона Рахмонова. Він Указом Президії Верховної Ради Узбецької РСР № 164 від 5 липня 1974 був удостоєний почесного звання заслужений артист Узбецької РСР (медаль № 877). В історії Киргизстану тільки два артисти: Журахон Рахмонов і Шавкат Дадажанов були удостоєні цього почесного звання. За підсумками 1-го півріччя 1977 театр зайняв почесне друге місце в соціалістичному змаганні серед союзних театрів. Театр був нагороджений почесною грамотою та дипломом. Уродженець Оша заступник голови Янгіюльского міськвиконкому Азизулла Султоновіч Іззатуллаев просив першого секретаря ЦК КП Узбецької РСР Шарафа Рашидова допомогти і виділити кошти для будівництва та оформлення нової будівлі Ошского узбецького театру імені Кірова. У 1979 році театр переїхав в нову будівлю. У 70 — 80-ті роки театр тричі посідав друге і третє місце у Всесоюзному змаганні театрально-видовищних закладів СРСР, нагороджувався почесними грамотами Міністерства культури СРСР, Верховних Рад Узбецької і Киргизької РСР. У 1992 році театр імені С. М. Кірова був перейменований в узбецький музично-драматичний театр імені Бабура. Творческій колектив брав участь у міжнародному фестивалі «Шарк тароналарі» в місті Самарканді і завоював в ньому призові місця. У 1996 році у зв'язку з 660-річчям великого полководця і державного діяча Аміра Темура, за твором Героя Узбекистану, народного поета А.Оріпова поставлений спектакль «Сохібкірон». Спектакль високо оцінений глядачами і театральними деятелямі. В 1999 творчий колектив театру підготував шедевр світової драматургії «Макбет» У. Шекспіра. До цього в регіоні Центральної Азії жоден театр не ставив цю виставу. Постановкою вистави «Макбет» керував Заслужений діяч мистецтва Республіки Узбекистан Карім Юлдашев. В період з 1996 по 2012 рр. творчий колектив театру поставив такі спектаклі, як: «Семетей, син Манаса» (Ж.Садіков), «Курманжан Датка» (Т.Касімбеков, А.Абдугафуров), «Камчибек» (С.Жетімішев), «Жаннатга Йул» — «Шлях до раю» (А.Оріпов), «Афандінінг беш хотин» — «П'ять дружин Афанді», (І.Садіков), «Шур Макон» — «Соляна степ» (М.Гапаров), «Сохібкірон» (1996 р), «Таємниця, понесена Чингісханом» (2002 г.), «Мірзо Улугбек» (2004 г.), «Пісня про Бабурі» (2005 г.), «Сльози Цариці» (2006 р), «Вперті старики» Хакімова, «Небіжчик-бешкетник» Х.Хурсандова — і це далеко не повний перелік вистав, що уособлюють основу репертуару театра. В 2002 році за рекомендацією видатного письменника Чингіза Айтматова в театрі поставлена п'єса казахського драматурга Мухтара Шаханова «Таємниця, понесена Чингісханом». Цей спектакль ставив режисер Карім Юлдашев. З цим спектаклем творчий колектив виступив на гастролях по районах Сайрам і Туркестан Чимкентской області Казахстану. Також у ці дні творчий колектив театру брав участь у святкуванні 60-річного ювілею казахського письменника М.Шаханова. В 2002 творчий колектив театру успішно брав участь у Міжнародному театральному фестивалі «Мости порозуміння через театральне мистецтво» в Бішкеку. На цьому фестивалі він зайняв призове місце. Кільком акторам вручені діпломи. В 2003 році у зв'язку з 100-річчям знаменитого поета і письменника Абдулхамід Чулпан поставлена драма «Чулпан» за твором народного поета Узбекистану Тулана Нізама. Учітивая великий внесок у розвиток театрального мистецтва Киргизької Республіки, в 2004 році Ошської узбецькому музично- драматичному театру імені Бабура був привласнений статус «Академічного». В березні 2006 року колектив театру їздив на гастролі до Турецької Республіки. Колектив виступив у містах Анкара, Стамбул, Анталія, Аланія, Бурса. Глядачам показаний концерт класичних пісень і танців і спектакль «Чулпан» Т. Нізама. В квітні 2007 року з ініціативи Міністерства культури Таджикистану був організований Міжнародний фестиваль професійних театрів. На цьому фестивалі театр показав виставу «Сльози Цариці» за твором драматурга С. Раева. Творчий колектив посів друге место. Также в 2007 році таджицький режисер Барзу Абдураззаков у співпраці з творчим колективом театру поставив п'єсу «Муножот» («Сповідь») таджицького драматурга Тимура Зулфікарова. В 2008 заслужений діяч мистецтв Туркменістану, режисер Овлякулі Хужакулі поставив у театрі спектакль «Лейлі і Меджнун» за поемою Алішера Навої. С 23 по 28 вересня 2009 театр виступав на сцені Державного національного театру імені Чингіза Айтматова (м Бішкек). Глядачі тепло зустріли концертну програму та постановки творчого коллектіва. Впервие серед театрів центральноазіатського регіону театр практикував підготовку вистави двома мовами. Наприклад, в 1974 році народна артистка СРСР Даркуль Куюкова на сцені театру грала роль на киргизької мовою. Це вистава «Материнське поле» за твором Чингіза Айтматова. В наприкінці квітня 2010 року був поставлений спектакль «Кіёмат» — «Плаха» за романом Чингіза Айтматова. Фахівці і глядачі високо оцінили майстерність артистів. У травні 2010 року був поставлений спектакль драматурга С. Раева «Сльози Цариці». В кінці 2010 року колектив театру підготував виставу «Тузок» («Пастка») за п'єсою узбецького драматурга Насрулла Кабула. Далее творчий колектив театру працював над знову відновленими спектаклями — «Далекий шлях до Мекки», «Сльози Цариці», «Лейлі і Меджнун», «Старики-бешкетники». В 2012 році здійснили постановку чотирьох нових вистав: «Цариці змій» за п'єсою іншому Турсунова, «Біль болем не лікують» Б. Жакіева, «Розум і Жадібність» і «Подорож в імперію Брехні» драматурга А. Абдугафурова. В лютому 2012 року творчим колективом театру підготовлені конференція та концерт, присвячені великим поетам і державним діячам Сходу — Алішеру Навої і Захріддіну Мухаммеду Бабуру під назвою «Назмі ва Навої» «Лірика і Мелодія». У ньому взяли участь творча інтелігенція, викладачі вузів і шкіл міста Ош, видатні діячі культури з м Андижана, Фергани Республіки Узбекистан. Крім цього, силами артистів театру підготовлена велика концертна програма «Шаш-Маком», заснована на класичній музиці Востока. Творческая група брала участь у фестивалі фольклорної музики в місті Стамбулі (Туреччина), де посіла призові місця. Успішно проведені гастролі творчого колективу по південним регіонам КР. Республіканський фестиваль дитячих вистав у місті Джалал-Абаді також приніс величезну популярність колективу театра. На третьому Міжнародному фестивалі вуличних театрів Центрально-Азіатського регіону, що проходив у місті Бішкеку з 28 по 31 травня 2012 р 14 молодих талановитих артистів показали своє мистецтво і зайняли призові места. За цей час виросла ціла плеяда талановитих акторів, режисерів, постановників, балетмейстерів: 11 народних, 30 заслужених артистів, 6 заслужених діячів культури республіки. Багато нагороджені орденами і медалями, Почесними грамотами СРСР, Узбецької, Киргизької і Таджицької республік. Театр неодноразово ставав переможцем міжнародних театральних фестивалів у м Бішкеку, Ташкенті, Андижані, Алма-Аті, Санкт-Петербургi, містах Туреччини. На даний час в театрі зайняті творчою працею 4 народних, 10 заслужених артистів, 2 заслужених діячів культури КР, 7 відмінників культури КР. За роки існування колектив поставив більш 400 вистав, знову і знову звертаючись до найпопулярнішим творам узбецької, російської, таджицької, киргизької та світової класики, а також сучасної драматургії народів міра. 29 листопада 2014 в театрі відбувся театралізований концерт присвячений 95 — річного ювілею одного з найстаріших театрів Центральної Азії. У 2018 році театр відзначатиме свій віковий ювілей.

## Пам'ять артистів театру
Рішеннями місцевих властей були увічнені пам'ять засновників театру шляхом привласнення їхніх імен вулицям Ошської області.
1. На честь Урінбоя Рахмонова була названа вулиця в селі Кизил-Киштак Кара-Суйський району Ошської області.
2. На честь Журахона Зайнобіддінова була названа одна з центральних вулиць міста Ош, яка в 2013 році була перейменована.
3. У місті Ош на честь народних артистів Киргизстану Розіяхон Муміновой, Нематжона Нематова і Лайліхон Моідовой були названі вулиці.
4. У 1977 році після смерті заслуженого артиста республіки Журахона Рахмонова керівництво Ошского міськвиконкому виходило з ініціативою перейменування вулиці Алебастрова міста Ош на його честь.

## Засновники театру
1. Рахмонберді Мадазімов (з 1914 року)
2. Бекназаров Назаров
3. Іброхім Мусабоев
4. Журахон Зайнобіддінов
5. Назірхон Камолов
6. А.Саідов
7. А.Ешонхонов
8. Урінбой Рахмонов (з 1927 року)
9. Журахон Рахмонов (з 1937 року)

## Народні артисти Киргизстану
1. Абдулла тарок Файзуллаєв
2. Розіяхон Мумінова (1940 рік)
3. Тожіхон Хасанова (1940 рік)
4. Лайліхон Моідова (1953 рік)
5. Турсунхон Солієва (1974 рік)
6. Нематжон Нематов (1979 рік)
7. Толібжон Бадінов (1988 рік)
8. Ойтожіхон Шобдонова (1988 рік)
9. Шавкат Дадажонов
10. Абдурасулжон (Расул) Ураімжонов (2013 рік)

## Заслужені артисти Узбекистану
Рахмонов Журахон Рахмонбердійович (5 липня 1974 рік)

## Заслужені артисти Киргизстану
1. Сарімсок Карімов
2. Тупахон Нурбоева
3. Шаробіддін Тухтасінов
4. Хошімжон Хасанов
5. Кодіржон Хамидов
6. Ганіжон Бутаєв
7. Бозорбой Юлдашев
8. Мавлонжон Курбонов
9. Ёркіной Хотамова
10. Мінура Расулжонова
11. Нігора Расулжонова
12. Рісолатхон Урунова
13. Режаббой Тожібоев
14. Махмуджон Рахматов
15. Бахром Тухтаматов
16. Зіёйдін Жалолов
17. Матлюба Мавлонова
18. Жаміла Бутабоева (1988 рік)
19. Хамідулла Матхоліков
20. Алла Аскарова
21. Ділором Соіпова
22. Саміда Холматова

## Головні режисери
1. Рахмонберді Мадазімов (1914-1932)
2. Болта Махмудов
3. Урінбой Рахмонов (1941-1949)
4. Гуломжон Ісроілов
5. Фаїна Георгіївна Литвинская
6. Собіржон Юлдашев
7. Еркін Муродов
8. Журабой Махмудов
9. Салохіддін Умаров
10. Махмуджон Гуломов
11. Бообек Ібраєв
12. Абдурашид Бойтеміров
13. Ганіжон Холматов
14. Карімжон Юлдашев
15. Набіжон Мамажонов

## Художні керівники
1. Рахмонберді Мадазімов (1914-1932)
2. Болта Махмудов (до 1941 року)
3. Урінбой Рахмонов (1941-1949)
4. Зіёйдін Камолов (2016-2018 роки)
5. Равшан Турсунов з 2018 року

## Директора театру
1. Рахмонберді Мадазімов (1914-1932)
2. Соліхон Ахмаджонов
3. Бобохон Ортіков
4. Абдугані Нурбоев
5. Салімжон Ёдгоров
6. Фаттох Мансуров
7. Лутфулла Ісаков
8. Махмуджон Умаров
9. Аліхон Жураєв
10. Нурмамат Солієв
11. Соліжон Розіков
12. Мухаммадусмон Азізов
13. Абдугані Абдугафуров
14. Комілжон Восілов
15. Хошімжон Юлдашев
16. Набіжон Мамажонов (з травня 2015 року).